# Vigie Beach
Vigie Beach är en strand i Saint Lucia. Den ligger i kvarteret Castries, i den norra delen av landet, 4 km nordost om huvudstaden Castries centrum. Vigie Beach ligger på ön Saint Lucia.